# Periyapatti
Periyapatti é uma vila no distrito de Namakkal, no estado indiano de Tamil Nadu.

## Geografia
Periyapatti está localizada a 10° 45′ N, 77° 16′ L. Tem uma altitude média de 309 metros (1013 pés).

## Demografia
Segundo o censo de 2001,  Periyapatti  tinha uma população de 10,333 habitantes. Os indivíduos do sexo masculino constituem 51% da população e os do sexo feminino 49%. Periyapatti tem uma taxa de literacia de 69%, superior à média nacional de 59.5%: a literacia no sexo masculino é de 76% e no sexo feminino é de 62%. Em Periyapatti, 12% da população está abaixo dos 6 anos de idade.